# VerkeersInformatie Locatie Database punten
VerkeersInformatie Locatie Database punten, afgekort VILD, is een database in Nederland bestaand uit denkbeeldige punten (VILD-locatie) op het Nederlandse wegennet. De VILD-locaties spelen een belangrijke rol voor navigatiesystemen die gebruik van verkeersinformatie via het Traffic Message Channel. Alleen op wegvakken waarop VILD-locaties aangebracht zijn, kan het navigatiesysteem verkeersinformatie ontvangen. Er is een maximum aantal VILD-locaties beschikbaar, waardoor niet alle wegen in Nederland VILD-locaties bevatten. Grofweg zijn alleen snelwegen, provinciale wegen en belangrijke wegen binnen de bebouwde kom opgenomen in de VILD. Uitgezonderd daarin zijn parallelbanen, verbindingsbogen in knooppunten en op- en afritten.
De VILD wordt bijgehouden en elk half jaar geüpdatet door het NDW. Vanwege Europese samenwerkingen willen overheden een Europese standaard voor het uitwisselen en vastleggen van verkeersinformatie. VILD verdwijnt hierdoor in de toekomst.